# Le Terrier (livre)

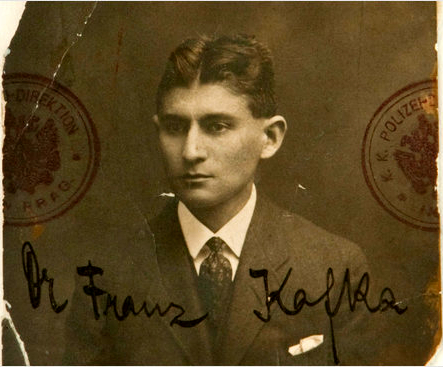
Photo de passeport de Franz Kafka, vers 1915-1916

Le Terrier (Der Bau) est un récit de Franz Kafka écrit à Berlin fin 1923, six mois avant la mort de l’écrivain. Ce texte inachevé traite des démarches désespérées qu’entreprend un narrateur mi-animal mi-humain pour se construire une demeure parfaite, qui l’aiderait à se protéger de ses ennemis invisibles.
Cette œuvre a été publiée de façon posthume en 1931 par Max Brod, ami et exécuteur testamentaire de Kafka, qui a reçu le manuscrit du Terrier des mains de Dora Diamant, la dernière compagne de l’écrivain. Tout comme La Métamorphose, Les recherches d’un chien et Joséphine la cantatrice ou le peuple des souris, Le Terrier appartient au registre des contes animaux, un genre souvent pratiqué par Kafka.

## Résumé
Le Terrier est raconté à la première personne par un narrateur dont le lecteur sait très peu de choses : c’est une créature qui a à la fois les traits d’une bête et ceux d’un être humain. Au début du récit, le narrateur annonce l’achèvement de son terrier. Il a fait beaucoup d’efforts pour le construire et espère qu’il lui permettra de vivre en toute quiétude, séparé du monde extérieur. La construction souterraine se compose de couloirs, de ronds-points, de galeries et d’une place forte. La seule connexion avec l’extérieur est une entrée dissimulée par une couche de mousse.
Le constructeur-narrateur se réjouit de sa vie solitaire, qu’il passe à effectuer de petites réparations, à rêver d’améliorations de son terrier et à accumuler des provisions. Pourtant, il vit dans la terreur permanente d’être attaqué par un ennemi qui envahirait son abri. Pour éviter une telle intrusion, il a construit une fausse entrée destinée à servir de leurre et transformé la véritable entrée en un labyrinthe de zigzags. Il cherche en permanence à restructurer sa demeure et imagine des plans complexes pour mieux sécuriser le lieu. Ses réflexions rationnelles sont souvent interrompues par des phases où il se lance dans des réorganisations irréfléchies et se rue sur ses réserves qu’il dévore de façon compulsive. De temps à autre, il sort de sa demeure pour s’assurer que son terrier n’est pas menacé de l’extérieur et pour chasser. Ces excursions suscitent d’énormes problèmes pour le narrateur, car il craint d’attirer l’attention sur l’ouverture du terrier en y redescendant.
Un jour, il perçoit dans son terrier un bruit inconnu, qu’il qualifie de chuintement. Le narrateur essaie de trouver la source de ce bruit inhabituel. Selon sa première hypothèse, le bruit est causé par de petits animaux qui vivent dans le terrier. Il commence à creuser des tunnels d’exploration pour s’en assurer, puis fouille d’une manière de plus en plus anarchique. Le chuintement ne cesse pas et reste impossible à localiser. Le constructeur-narrateur arrive à la conclusion qu’il doit s’agir d’une bête unique et hostile qui s’approche de son terrier pour le tuer. Tiraillé entre la peur, la volonté de se défendre et la résignation, il attend l’arrivée de l’ennemi. Le récit s’arrête abruptement au milieu d’une phrase : « mais rien n’avait changé, ».

## Analyse de l'œuvre

### Le psychisme du narrateur
Le narrateur du Terrier est un personnage en proie à l’angoisse et à la paranoïa. Il est obsédé par l’idée de construire un terrier qui lui garantirait une sécurité absolue. Toutes ses pensées tournent autour de sa demeure : « Le terrier me préoccupe trop. » En outre, il est obsédé par la pensée de tomber sous les coups d’un ennemi, si bien qu’il n’a pas « une minute de réelle tranquillité » Sans cesse occupé à réorganiser ses défenses, il éprouve le besoin d’avoir sur son terrier une vue d’ensemble et de le contrôler jusque dans ses moindres détails.
L’argumentation du narrateur est marquée par de nombreuses contradictions ; il réfute souvent des idées qu’il vient tout juste d’énoncer. De sa demeure, il dit par exemple : « le plus beau, dans mon terrier, c’est son silence. Certes, ce silence est trompeur », tandis que son projet de trouver la source du chuintement « [le] séduit et ne [le] séduit pas. » Il oscille entre des positions opposées, ne peut jamais arrêter la conduite à tenir. Sa pensée passe par des perturbations constantes de la logique habituelle, ce qui désoriente le lecteur et fait de chaque phrase une aventure à l’issue incertaine : « Et ainsi je peux jouir pleinement et sans souci des moments que je passe ici, ou plutôt je le pourrais, mais c’est impossible. »
Le narrateur troglodyte aspire à un contrôle absolu du monde qui l’entoure : s’il n’arrive pas à le maîtriser totalement, il a l’impression de faire face au chaos total. Faisant preuve d’une possessivité maladive à l’égard de son terrier, il dit qu’il ne pourrait en aucun cas laisser quelqu’un d’autre entrer dans sa demeure et encore moins la partager, car son terrier « ne peut en aucune façon appartenir à un autre et [...] est tellement mien que je puis finalement y recevoir en paix la blessure mortelle de l’ennemi, car mon sang s’écoulera dans mon sol et ne sera pas perdu. » Employée en 1923, cette rhétorique fait penser à la mentalité nationaliste du courant Blut und Boden. Considérant la possibilité de l’intrusion d’un étranger, le narrateur imagine de fait un massacre, il se voit « lui sauter dessus, le mordre, le lacérer, le déchiqueter, boire tout son sang et flanquer aussitôt son cadavre parmi mon butin. » 
S’il se contente d’imaginer la violence contre un ennemi anticipé, la violence qu’il exerce contre lui-même est en revanche bien réelle. Elle semble relever d’une tendance au masochisme quand il énonce qu’il se « jette dans un buisson d’épines exprès pour me punir, me punir d’une faute que j’ignore. » ou encore quand il affirme, parlant du processus d’excavation de son terrier : « j’étais heureux quand j’avais le front en sang ».
En considérant les traits maniaques et paranoïdes du narrateur, le lecteur est amené à se demander si le bruit par lequel le narrateur se sent pourchassé n’est pas en fait imaginaire : c’est surtout, semble-t-il, son propre psychisme qui le poursuit. Le fait que le chuintement soit le même à chaque endroit, qu’il soit impossible de le localiser, tout comme la remarque du narrateur : « personne d’autre que moi ne pourrait l’entendre » viennent encore renforcer cette lecture.

### Le narrateur et son terrier
Le narrateur entretient une relation ambivalente avec son terrier, qui semble être à la fois un abri et un piège. Bien que ce soit d’abord pour lui un lieu de paix, le terrier censé protéger le narrateur le rend en réalité vulnérable, car une possession précieuse est toujours liée à la possibilité d’une grande perte : « C’est justement parce que je possède ce grand ouvrage si fragile que je suis sans défense face à toute attaque un peu sérieuse. » Ainsi, au lieu d’être défendu par son terrier, il se retrouve à devoir le défendre. Plus tard, après l’apparition du chuintement, le terrier se transforme finalement en un lieu de danger mortel.
Le narrateur parle de son terrier comme d’une personne avec qui il entretiendrait une relation passionnelle. Il l’aime, puis le quitte, puis revient parce qu’ils sont « faits l’un pour l’autre » et que « rien ne peut à long terme [les] séparer ». Il remarque que les blessures du terrier lui font mal comme si c’étaient les siennes. À la fin du récit, alors que sa confusion mentale touche à son apogée, il semble même imaginer une sorte de communication réciproque avec son œuvre qui est décrite comme un être vivant: « [...] tout ce qui m’entoure me semble en émoi, semble me regarder, puis vite détourner le regard pour ne pas me gêner, puis s’efforcer de lire sur mon visage les décisions qui sauveront la situation. » Le constructeur et sa construction sont donc indissociables.

### Le narrateur et le monde extérieur
Le narrateur est convaincu d’être confronté à une « hostilité du monde à [son] égard ». Il a construit son terrier afin de vivre coupé du monde extérieur et déploie des efforts insensés pour rester inaperçu. Il rêverait même d’isoler complètement son terrier de la terre environnante pour se construire une existence sûre dans un monde qui semble incertain. Mais le vœu d’une vie sécurisée et autarcique se révèle utopique : même isolé du monde, les pensées du narrateur restent fixées sur cet espace extérieur. L’habitant y éprouve un manque de liberté au lieu de l’indépendance qu’il se souhaitait.

### La perspective narrative et son effet sur le lecteur
Le récit est écrit en focalisation interne, de sorte que le lecteur assiste à tous les mouvements de conscience du narrateur. Cette perspective narrative qui enferme le narrateur (et par la même occasion le lecteur) dans une psyché paranoïde est caractéristique des récits de Kafka.
La situation d’énonciation dans Le Terrier est ambiguë : plus que d’un monologue intérieur, il s’agit d’un discours adressé à un auditoire absent, que le narrateur se contente d’imaginer. De fait, le récit ne compte pas d’autre personnage : l’habitant du terrier vit enfermé dans son solipsisme, sans congénères ou parents, il semble être unique dans son genre et souffre de ne pas disposer d’une tierce personne pour valider ses perceptions. Cette absence d’autrui contribue à enfermer le « je » dans le dédale de ses réflexions.
Aux yeux du lecteur, le narrateur reste presque entièrement indéfini. Il est impossible de le classer dans une espèce quelconque. À mi-chemin de l’homme et de la bête, il dispose d’un odorat très aigu, vit dans un terrier souterrain qu’il a creusé sans aucun outil, s’alimente de petits animaux qui vivent dans le terrier, mais est par ailleurs capable de réflexion abstraite et d’émotions. Cette indétermination prive le lecteur des points de repère habituels d’une narration. Comme le narrateur, constamment occupé par un travail herméneutique consistant à localiser le bruit qu’il entend, le lecteur est obligé de chercher du sens dans le récit. Selon Pietro Citati, « nous sommes nous aussi emprisonnés, victimes d’une parole qui monologue, solitaire, et raconte, commente, se révèle, se masque, formule des hypothèses, les détruit, envisage des possibilités, se livre à des calculs laborieux, en un délire intellectuel et d’imagination qui se substitue à l’univers créé ».

### Interprétations autobiographiques
Beaucoup de critiques considèrent Le Terrier comme une œuvre contenant quantité de renvois autobiographiques. Pour Bert Nagel, il s’agit de la « création la plus autobiographique de Kafka ». Il existe en effet plusieurs documents dans lesquels Kafka se compare avec une bête dans un terrier, comme dans une lettre qui date de l’année 1922 : « Je cours en tous sens ou reste assis, pétrifié, comme le ferait un animal en proie au désespoir dans son terrier. » 
En 1913, Kafka écrit dans son journal : « je ne suis rien d’autre que littérature, je ne peux et ne veux pas être autre chose ». On peut donc supposer que l’écrivain aurait pu aborder le thème du processus de l’écriture dans son œuvre. La construction du terrier par le narrateur pourrait ainsi être comparée au processus de la création poétique, à la réalisation d’une construction fantastique. Politzer lit le récit comme une allégorie du travail de l’écrivain. Selon lui, l’entrée labyrinthique, le « premier ouvrage » du narrateur, est une représentation symbolique des premières œuvres de Kafka, tandis que la place forte figure les chefs-d’œuvre. Incapable de vivre dans le monde, Kafka s’avère tout aussi incapable de vivre dans l’activité d’écriture, à laquelle pourtant il ne peut pas renoncer. Politzer considère cet état comme un symbole autocritique de l’obsession avec laquelle l’œuvre de Kafka a pris possession de lui.
Dans l’échec du narrateur-constructeur, Nagel reconnaît lui aussi l’échec de l’écrivain : Kafka, comme l’habitant du terrier, ne cessait de s’adresser des reproches à lui-même à cause des insuffisances supposées de son œuvre. Il n’arrivait pas à finir ses œuvres car il avait l’impression que sa puissance créatrice ne pouvait pas satisfaire ses exigences artistiques. Comme le narrateur du récit qui constate : « Tout d’un coup, je ne comprends plus mon ancien plan. Alors qu’il me semblait autrefois judicieux, je ne lui trouve plus maintenant le moindre bon sens », Kafka a renié l’essentiel de son œuvre à la fin de sa vie et demandé à Max Brod de brûler ses manuscrits après sa mort.
Un deuxième indice biographique souvent mis en rapport avec Le Terrier est celui de la maladie mortelle de Kafka. En 1917 on diagnostique chez Kafka la tuberculose, maladie dont il meurt en 1924. Max Brod raconte que Kafka parlait de sa toux comme d’une bête et avait l’habitude de l’évoquer comme « l’autre » ou « l’ennemi ». Divers critiques ont donc lié le chuintement à la respiration d’une personne atteinte de tuberculose. Le terrier est ainsi associé au corps humain : c’est la maison du corps qui se trouve infiltrée. On peut considérer les ramifications du terrier comme les parties pulmonaires, l’entrée, crainte par le narrateur-constructeur, comme la bouche, par laquelle les agents pathogènes envahissent le corps.

### La fin hypothétique du récit
Dora Diamant a affirmé à Brod que Kafka avait prévu un affrontement final entre le narrateur et le chuinteur. Dans l’exclamation « quelqu’un approche ! », Weigand voit donc « the symbolism [...] of the inescapable doom of death ». Cette interprétation est renforcée par l’emploi d’un vocabulaire proche de celui de la mort, comme graben (creuser), Graben (fossé) ou Gräber (fossoyeur) – des mots liés étymologiquement au mot Grab (tombe).
Les avis divergent sur la question de savoir si les pages finales du Terrier se sont perdues ou si Kafka a détruit une fin esquissée parce qu’il l’avait trouvée insuffisante. Si l’interruption finale du récit est peut-être volontaire, elle pourrait aussi témoigner de la difficulté de présenter la mort d’un protagoniste racontant à la première personne.